# Шиков, Сергей Александрович
Сергей Александрович Шиков — гвардии рядовой Вооружённых Сил Российской Федерации, участник антитеррористических операций в период Второй чеченской войны, погиб при исполнении служебных обязанностей во время боя 6-й роты 104-го гвардейского воздушно-десантного полка у высоты 776 в Шатойском районе Чечни.

## Биография
Сергей Александрович Шиков родился 29 апреля 1981 года в городе Великие Луки Псковской область. После окончания Великолукской средней школы № 13 поступил в техническое училище № 5. Окончив его, трудился плотником на пилораме в совхозе «Пореченский» Великолукского района Псковской области. 24 мая 1999 года Шиков был призван на службу в Вооружённые Силы Российской Федерации Великолукским объединённым городским военным комиссариатом. Получил военную специальность наводчика-оператора, после чего был направлен для дальнейшего прохождения службы в 6-ю роту 104-го гвардейского воздушно-десантного полка. Позднее стал разведчиком.
С началом Второй чеченской войны в составе своего подразделения гвардии рядовой Сергей Шиков был направлен в Чеченскую Республику. Принимал активное участие в боевых операциях. С конца февраля 2000 года его рота дислоцировалась в районе населённого пункта Улус-Керт Шатойского района Чечни, на высоте под кодовым обозначение 776, расположенной около Аргунского ущелья. 29 февраля — 1 марта 2000 года десантники приняли здесь бой против многократно превосходящих сил сепаратистов — против всего 90 военнослужащих федеральных войск, по разным оценкам, действовало от 700 до 2500 боевиков, прорывавшихся из окружения после битвы за райцентр — город Шатой. Вместе со всеми своими товарищами он отражал ожесточённые атаки боевиков Хаттаба и Шамиля Басаева, не дав им прорвать занимаемые ротой рубежи. В том бою гвардии рядовой Сергей Александрович Шиков погиб с оружием в руках. В том бою погибли также ещё 83 его сослуживца.
Похоронен на кладбище в деревне Бардино Великолукского района Псковской области.
Указом Президента Российской Федерации гвардии рядовой Сергей Александрович Шиков посмертно был удостоен ордена Мужества.

## Память
- В честь Шикова названа улица в городе Великие Луки Псковской области[3].
- Бюст Шикова установлен в его родном городе[4].